# Ϻ
San (Ϻ ϻ) es una letra obsoleta del alfabeto griego que tuvo probablemente el valor fonético de /s/ o /ṣ/. Localizada entre pi y qoppa, terminó cayendo en desuso y fue reemplazada por sigma. Se utilizó esta letra hasta el siglo VI a. C. El grafema original de esta letra, aunque recuerda al de la Μ griega y al de la M latina, proviene de la letra fenicia ṣade (𐤑).

## Historia

### Variantes epigráficas
En las fuentes epigráficas arcaicas aparecen las siguientes variantes:

## Unicode
San está recogida en Unicode en su versión normal,  mientras que la "tsan" en su variante arcadia está unificada con el glifo idéntico de la digamma panfilia desde la versión 5.1.
| Carácter      | Ϻ                        | Ϻ                        | ϻ                      | ϻ                      | Ͷ                                       | Ͷ                                       | ͷ                                     | ͷ                                     |
| ------------- | ------------------------ | ------------------------ | ---------------------- | ---------------------- | --------------------------------------- | --------------------------------------- | ------------------------------------- | ------------------------------------- |
| Unicode       | GREEK CAPITAL LETTER SAN | GREEK CAPITAL LETTER SAN | GREEK SMALL LETTER SAN | GREEK SMALL LETTER SAN | GREEK CAPITAL LETTER PAMPHYLIAN DIGAMMA | GREEK CAPITAL LETTER PAMPHYLIAN DIGAMMA | GREEK SMALL LETTER PAMPHYLIAN DIGAMMA | GREEK SMALL LETTER PAMPHYLIAN DIGAMMA |
| Codificación  | decimal                  | hex                      | decimal                | hex                    | decimal                                 | hex                                     | decimal                               | hex                                   |
| Unicode       | 1018                     | U+03FA                   | 1019                   | U+03FB                 | 886                                     | U+0376                                  | 887                                   | U+0377                                |
| UTF-8         | 207 186                  | CF BA                    | 207 187                | CF BB                  | 205 182                                 | CD B6                                   | 205 183                               | CD B7                                 |
| Ref. numérica | &#1018;                  | &#x3FA;                  | &#1019;                | &#x3FB;                | &#886;                                  | &#x376;                                 | &#887;                                | &#x377;                               |